# Ermershausen
Ermershausen es un municipio situado en el distrito de Haßberge, en el estado federado de Baviera (Alemania), con una población a finales de 2016 de unos 577 habitantes.
Se encuentra ubicado al noroeste del estado, en la región de Baja Franconia, a poca distancia de la frontera con el estado de Turingia.